# 1830년 8월 18일 일식
1830년 8월 18일 일식은 남극 대륙과 대서양에서 일어난 부분 일식이다. 달이 지구와 태양 사이를 지나가면서 반그림자가 해당 지역을 가렸다. 해를 완전히 가리는 본그림자는 지구를 벗어나 개기일식은 일어나지 않았다.
1830년에는 모두 4번의 부분 일식이 있었다. 2월 23일 일식은 북극해 부근에서 있었고, 뒤를 이은 3월 24일 일식은 남극 부근에서 있었으며,  8월 18일 일식이 있은 뒤에도 9월 17년 일식이 북극해 부근에서 일어났다.  8월 18일 일식은 18년 11일을 주기로 하는 사로스 주기 가운데 113 번 유형에 따른 일식으로 이 유형에 따른 다음 번 일식은 1848년 8월 28일 일식이었다.

## 개요
1830년 8월 18일 일식은 대서양의 남서부 끝과 남극 북부의 남극 반도에서 관측할 수 있었다. 당시는 유럽에 남극 대륙이 처음으로 알려진 시기였다. 일식은 남아메리카 남단의 티에라델푸에고 제도에서 시작되어 남극 북단에서 일몰과 함께 종료되었다. 일식의 경로 가운데 10%는 남극 북부를 20%는 남극 반도를 지났으며 일식 극대 시기는 협정세계시 12시 13분(지역 시간 오전 10시 13분)이었고 이때의 일식 지점은 남극 반도가 위치한 남위 70.7 도, 서경 50.2 도 이었다. 당시 태양 빛이 직접 내려 쬐이는 태양직하점은 아프리카의 부르키나파소를 지나고 있었다.

## 같이 보기
- 일식
- 사로스 주기